# Sami Frashëri

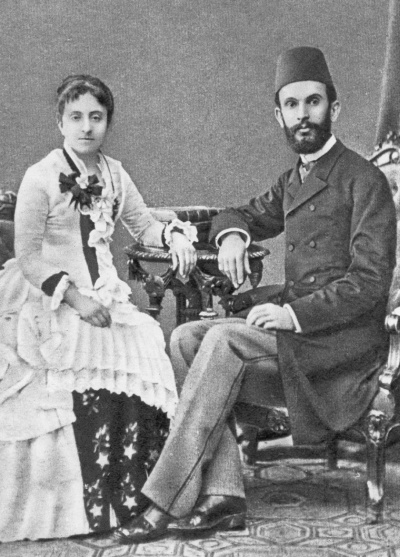
Sami Frashëri mit seiner Ehefrau Emine (um 1900)

Sami Frashëri (* 1. Juni 1850 in Frashër; † 5. Juni 1904 in Istanbul) war ein albanischer Literat und einer der bedeutendsten Aktivisten der albanischen Nationalbewegung im späten 19. Jahrhundert. Mit seiner 1899 erschienenen Schrift Shqipëria – ç’ka qenë, ç’është e ç’do të bëhet („Albanien – was es war, was es ist und was es sein wird“) formulierte er erstmals den Anspruch der Albaner auf einen vom Osmanischen Reich unabhängigen Nationalstaat und entwickelte die Vision von der Entwicklung des albanischen Volkes zu einer modernen Nation.
Als Schöpfer der ersten türkischsprachigen Enzyklopädie und mehrerer Wörterbücher ist Frashëri auch für die Türken eine bedeutende Gestalt ihrer Kulturgeschichte. In der Türkei ist er unter seinem traditionellen Namen Şemseddin Sami bekannt. Şemseddin (arabisch) bedeutet „Sonne der Religion“ und ist ein laqab, ein vorangestellter Ehrenname.

## Leben
Aus dem toskischen Süden Albaniens stammend, erhielt Sami Frashëri seine erste Ausbildung an der Frashër-Tekke des Bektaschi-Ordens. Sein Vater Halit Bey Dakollari war Großgrundbesitzer. Nach dem Tod der Eltern gingen die acht Frashëri-Geschwister (drei Schwestern und fünf Brüder) 1865 nach Ioannina, wo der älteste Bruder Abdyl in den osmanischen Staatsdienst eintrat, während Sami und Naim das griechische Gymnasium Zosimea besuchten. Neben der griechischen Sprache lernte er dort auch Latein, Italienisch und Französisch; an der Medrese der Stadt auch Türkisch, Persisch und Arabisch.
1871 wurde Sami Frashëri Beamter in der Vilâyet-Kanzlei von Ioannina. Seit 1872 lebte er in Istanbul, wo er weiterhin im Staatsdienst, und zwar in der Aufsichtsbehörde über die Presse, tätig war. Zwischen den Jahren 1871 und 1877 diente er als osmanischer Beamter. Zugleich betätigte er sich als Schriftsteller. 1874 reiste er im Juni ins libysche Tripolis, wo er neun Monate lang die offiziöse arabisch- und türkischsprachige Vilâyet-Zeitung Tarabulus leitete. 
Wie sein Bruder Abdyl war Sami 1877 an der Gründung des „Zentralkomitees zur Verteidigung der Rechte des albanischen Volkes“ (Komiteti qendror për mbrojtjen e të drejtave të kombësisë shqiptare) beteiligt. 1877 arbeitete er für kurze Zeit bei der Truppenverwaltung in Ioannina. Sami Frashëri, der für verschiedene Zeitungen schrieb, proklamierte in den Jahren 1878–1879 wiederholt die Idee, dass im Osmanischen Reich jedes Volk das Recht habe, in seiner eigenen Sprache zu schreiben und zu lesen. Seine Forderungen gingen bis zur Autonomie der Albaner. 
Im Oktober 1879 war Sami Frashëri Mitbegründer der „Istanbuler Gesellschaft für den Druck albanischen Schrifttums“ (Shoqëria e të shtypurit shkronja shqipe) und wurde zum Vorsitzenden dieses Vereins gewählt. Briefe aus dem Jahr 1881 zeigen, dass Sami Frashëri ab diesem Zeitpunkt klar und unmissverständlich die Unabhängigkeit Albaniens forderte. 
Zwischen 1880 und 1890 veröffentlichte er zahlreiche Werke, Übersetzungen, eine Enzyklopädie, Lehrbücher und Schriften. Er schuf Grundlagen für die moderne türkische Schriftsprache.
Als Chefredakteur leitete er die in Istanbul erscheinenden albanischsprachigen Zeitschriften Drita (1884) und Dituria (1885), in denen er selbst zahlreiche Beiträge veröffentlichte. Auch bei den türkischen Blättern Sabah, Aile und Hafta war er einige Jahre Chefredakteur.
In Zusammenarbeit mit dem armenischen Zeitungsverleger Mihran Nakkashian gab Frashëri 1884 die populärwissenschaftliche türkischsprachige Bücherreihe Cep Kütüphanesi („Taschenbibliothek“) heraus, in der er auch fünfzehn seiner eigenen Werke veröffentlichte.
Frashëri verbrachte den größten Teil seines Lebens in der osmanischen Hauptstadt, wo er sich seiner schriftstellerischen und wissenschaftlichen Tätigkeit widmete. Ende der 1890er Jahre baute er eine Villa im Istanbuler Mahalle Erenköy im Stadtteil Kadıköy. Dort lebte er mit seiner Frau Emine Frashëri (geborene Velije) und den fünf gemeinsamen Kindern sowie den beiden Kindern seines 1892 verstorbenen Bruders Abdyl. Sein Sohn Ali Sami Yen wurde unter anderem als Gründer des Fußballvereins Galatasaray Istanbul bekannt.
Als die osmanische Regierung 1897 scharf gegen die Nationalbewegungen der Balkanvölker vorging, konnten Frashëris Werke nicht mehr in Istanbul erscheinen. Er ließ sie deshalb in Bukarest drucken, wo es eine große albanische Emigrantengemeinde mit regem kulturellen Leben gab. Im letzten Jahr seines Lebens stellte ihn die Polizei unter eine Art Hausarrest, und er hatte Publikationsverbot.
Bei seinem Tod hinterließ Sami Frashëri eine 12.000 Titel umfassende Bibliothek. Während die sterblichen Überreste seiner Brüder Abdyl und Naim 1937 aus Istanbul nach Tirana überführt wurden, blieb der von den Türken bis heute verehrte Şemseddin Sami in Istanbul begraben.

## Werk

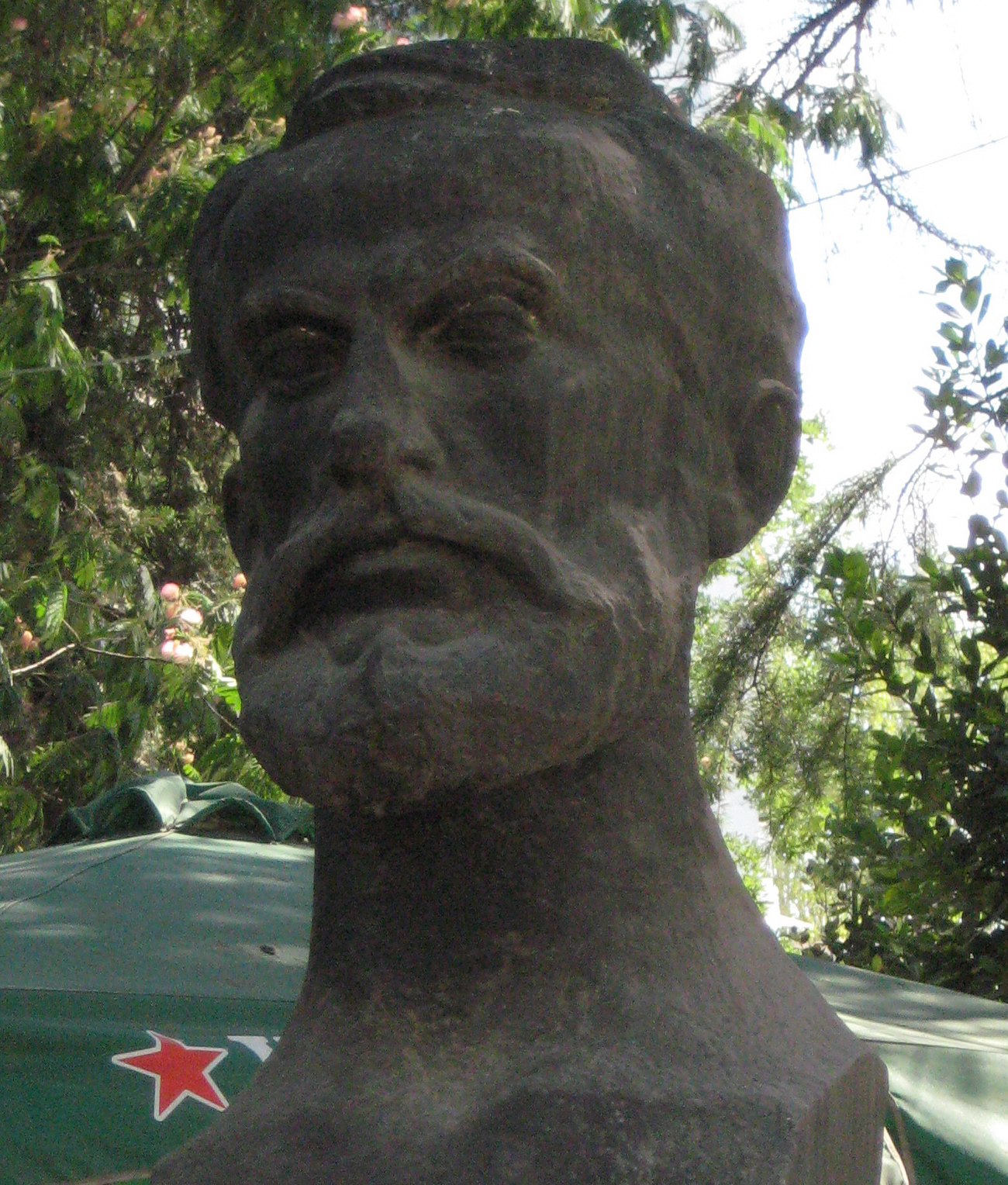
Büste Sami Frashëris in Tirana

Sami Frashëri hat innerhalb von 30 Jahren knapp 60 Werke in albanischer, türkischer und arabischer Sprache verfasst. Daneben schrieb er zahlreiche Artikel für türkische und albanische Zeitungen, in denen er zu wissenschaftlichen, kulturellen, gesellschaftlichen und politischen Fragen und insbesondere zur Lage der Albaner im Osmanischen Reich Stellung nahm.
1872 veröffentlichte er den Roman Ta’aşşuk-ı Tal’at ve Fitnat („Die Liebe von Tal’at und Fitnat“), der als erster Roman der türkischen Literaturgeschichte gilt. Darin beschäftigte er sich mit dem Thema arrangierter Ehen und der Rolle der Frau in einer männerdominierten Gesellschaft. 1874 erschien sein Roman Besa yahud Ahde vefa auf Türkisch, der sich albanischer Motive bediente. Am 6. April 1874 wurde Frashëris Drama Besa am Osmanischen Theater in Istanbul uraufgeführt. 
Frashëri war auch der erste Schulbuchautor der Albaner. In den Jahren 1886–1888 publizierte er ein ABC-Buch, eine Schulgrammatik und ein Erdkundebuch. Die Fibel wurde 1896 in Bukarest veröffentlicht.  Bis 1902 kamen noch sechs Lehrbücher in arabischer und türkischer Sprache hinzu.
Große Verdienste hat sich Sami Frashëri um die türkische Sprache erworben. 1882 und 1885 erschienen sein französisch-türkisches und sein türkisch-französisches Wörterbuch. Bald folgte noch ein arabisch-türkisches Wörterbuch aus seiner Feder, das aber aus Geldmangel ungedruckt blieb. 1901 erschien schließlich Frashëris türkisches Wörterbuch (Kâmûs-ı Türkî), das 40.000 Stichworte enthält. Es gilt bis heute als wichtiger Beitrag zur türkischen Philologie und wurde 1932 von der Türkischen Philologischen Gesellschaft als eine der Grundlagen für die zeitgenössische türkische Schriftsprache herangezogen.
Das umfangreichste Werk Sami Frashëris ist eine sechs Bände umfassende geographisch-historische Enzyklopädie (Kâmûsü’l-A’lâm), das erste Buch dieser Art in türkischer Sprache. Besondere Aufmerksamkeit widmete Frashëri den Einträgen, die seine albanische Heimat betrafen. Viele kleinere albanische Städte und Dörfer wurden von ihm zum ersten Mal enzyklopädisch beschrieben.
Im Nachlass Frashëris fand sich das Manuskript eines albanischen Wörterbuchs und eine handschriftliche Sammlung albanischer Volkslieder, die beide unveröffentlicht geblieben sind.

## „Albanien – was es war, was es ist, und was es sein wird“
Von größter Bedeutung für die albanische Nationalbewegung war Frashëris vielgelesenes 1899 anonym in Bukarest erschienenes politisches Manifest Shqipëria – ç’ka qenë, ç’është e ç’do të bëhet. Es wurde um 1910, also kurz vor Ausrufung der albanischen Unabhängigkeit, auch in Westeuropa wahrgenommen, weil neben einer türkischen auch griechische, französische und italienische Übersetzungen gedruckt wurden. Eine deutsche Version erschien 1913 in Wien.
Nach einem kurzen historischen Abriss stellte der Autor fest, dass das Osmanische Reich dem Untergang nahe sei und dass es für Albanien Zeit sei, sich davon zu lösen. Er beschreibt die Grenzen eines zukünftigen albanischen Staates, skizziert den Aufbau von Regierung und Verwaltung ebenso wie den des Bildungswesens. Er plädiert für die Errichtung einer autokephalen albanischen Kirche und formuliert Gedanken zur Wirtschaft. Die Forderung nach Unabhängigkeit war für die Albaner neu und gewagt. Bisher hatten die meisten albanischen Führungspersönlichkeiten den Fortbestand der Herrschaft des osmanischen Reiches über Albanien als einen notwendigen Schutz gegen die Expansion der anderen südosteuropäischen Nationen angesehen, weil sowohl diese als auch die westlichen Großmächte nicht nur die Schaffung eines albanischen Staates ablehnten, sondern die Existenz einer albanischen Nation überhaupt bestritten.
Das Verdienst Sami Frashëris war, dass er die bei den albanischen Muslimen noch verbreitete Illusion von der Reformierbarkeit des Osmanischen Reiches zerstörte und die Schaffung eines unabhängigen Albanien als schwierige, gleichwohl aber machbare Alternative für die politischen Probleme seiner Nation ins Spiel brachte.

## Werk (Auswahl)
- Taaşşuk-ı Tal’at ve Fitnat (Die Liebe von Tal’at und Fitnat). Roman. 1872
- Besa yahud Ahde Vefâ (Besa oder die Erfüllung des gegebenen Wortes). Drama. 1875
- Kâmûs-ı Fransevî. Französisch-türkisches und türkisch-französisches Wörterbuch. 1882/85
- Abetare e gjuhës shqipe (Fibel der albanischen Sprache). 1886
- Shkronjtore e gjuhës shqipe (Grammatik der albanischen Sprache). 1886
- Dheshkronjë (Erdbeschreibung). Erdkundelehrbuch. 1888
- Kâmûsü’l-A’lâm. Erstes historisch-geographisches Lexikon in türkischer Sprache, sechs Bände. 1889–1898
- Shqipëria – ç’ka qenë, ç’është e ç’do të bëhet. Mendime për shpëtimt të mëmëdheut nga reziket që e kanë rethuarë (Albanien – was es war, was es ist und was wird es werden. Gedanken zur Rettung des Vaterlands vor den Gefahren, die es umgeben). 1899

Deutsch unter dem Titel: Albanien – was war es, was ist es, was wird es werden. Gedanken und Betrachtungen über die unser geheiligtes Vaterland Albanien bedrohenden Gefahren und deren Abwendung. Wien 1913
- Kâmûs-ı Türkî. Einsprachiges osmanisch-türkisches Wörterbuch. 1900

## Ehrung
Nach Sami Frashëri sind in ganz Albanien, Kosovo und anderen albanischsprachigen Gebieten des Balkans Straßen, Plätze und Schulen benannt. So auch die größten Gymnasien in Tirana und Priština. Auch Büsten von ihm stehen in vielen albanischsprachigen Städten. In der Türkei und in anderen türkischsprachigen Gebieten wird Şemseddin Sami ebenfalls verehrt, viele öffentliche Gebäude wurden nach ihm benannt.